# Rex sacrorum
Le rex sacrorum (parfois appelé aussi rex sacrificulus) est un prêtre de la Rome antique.

## Origine durex sacrorum
Après que le dernier roi, Tarquin le Superbe, eut été chassé de Rome, les fonctions politiques et religieuses du roi sont partagées entre deux nouveaux magistrats (les consuls) et un prêtre. Ce dernier, le rex sacrorum (en latin « roi des choses sacrées »), est strictement limité au domaine religieux, et on lui impose de renoncer à toute autre fonction, pour éviter le rétablissement éventuel du pouvoir royal.
Le rex sacrorum présente une forme très ancienne de la royauté : sacrale et annuelle. Il sacrifie à Janus lors des Agonalia du 9 janvier, donc au début de l'année astronomique et à Junon, en compagnie de son épouse, la regina, aux calendes, donc au début du mois. Sa fuite rituelle au regifugium coïncide avec la fin de l'année.

## Rôle religieux
Comme l'ancien roi, le rex sacrorum, un patricien, est consacré à vie, par les mêmes rites : inauguratio, par lequel l'augure impose sa main droite sur la tête du roi, et auspicatio, la prise des auspices.
Le rex sacrorum continue ainsi à remplir toutes les fonctions sacerdotales des anciens rois : il fait les sacrifices au foyer public ; il habite la Regia, et sa femme s'appelle regina. Il lui est rigoureusement interdit de joindre à ses prérogatives religieuses une magistrature qui donne quelque pouvoir politique, et s'il en possède quelqu'une avant d'être roi, il est tenu de s'en démettre. 
L'historien romain Tite-Live relate qu'en 180 av. J.-C. le grand pontife Servilius aurait désigné le décemvir naval Lucius Cornelius Dolabella nouveau rex sacrorum. En conséquence, celui-ci se trouvait dans l'obligation d'abandonner sa magistrature actuelle, ce qu'il refusait. Ce refus peut se comprendre par les contraintes liées au sacerdoce et notamment l'interdiction d'exercer toute magistrature jusqu'à la fin de sa vie signifiant donc la fin du cursus honorum. Dolabella provoqua la réunion des comices pour contester ces mesures. Les citoyens assemblés confirmèrent la décision du grand pontife de le nommer rex sacrorum tout en retirant son amende. Tite-Live mentionne toutefois que Dolabella ne fut finalement pas investi dû à des auspices défavorables.

## Le rite duregifugium
Cette interdiction stricte de cumuler à la fois un pouvoir politique en même temps que la fonction de rex sacrorum est illustrée par le rite du regifugium, dans lequel, après avoir accompli le sacrifice rituel avant la tenue des comices, il doit s'enfuir précipitamment de la place publique pour montrer qu'il n'influerait pas sur les élections.
Toutefois, pour Jacques Heurgon, le rite du regifugium, hérité de la période royale, ne pouvait avoir ce sens. Comme il était célébré le 24 février et vu l'importance du rôle royal dans la détermination du calendrier romain, il est probable que cette fuite symbolique représentait le départ de l'année, qui se terminait en février à l'époque.

## Évolution du sacerdoce
À partir du IIIe siècle, le rex sacrorum a pour supérieur hiérarchique le grand pontife, qui ne lui laisse qu'un rôle minime. Il est seulement chargé du culte de Janus lors des Agonalia.